# Domovinska liga
Domovinska liga (kratica DOM) je bila slovenska skrajno desna izvenparlamentarna politična stranka. Ustanovni kongres stranke je potekal 6. aprila 2019. Njen edini predsednik je bil Bernard Brščič. Stranka se je 4. marca 2023 razpustila.

## Zgodovina
Člani stranke so se 4. marca 2023 na razpustitvenem kongresu s 13 glasov za in tremi proti odločili za ukinitev stranke. Kot povod za ukinitev stranke so v stranki navedli neuspeh na državnozborskih volitvih leta 2022. O priključitvi kateri drugi stranki niso odločali, saj se jim nobena druga stranka ni zdela programsko zadosti skladna.

## Ideologija in program
Stranka se je zavzemala za večjo suverenost in izboljšano varnost slovenskih državljanov. Nasprotovala je LGBT in nezakonitim migracijam.

## Volitve

### Volitve v Evropski parlament 2019
Na evropskih volitvah leta 2019 je prejela 8.058 (1,71 %) glasov.

### Volitve v državni zbor 2022
Stranka je sodelovala na volitvah in dobila 0,18 % oz. 2.117 glasov volivcev.